# Baia di Jordanoff
La baia di Jordanoff (in inglese Jordanoff Bay), centrata alle coordinate (63°50′20″S 59°52′00″W), è una baia lunga 4,9 km e larga 5, situata sulla costa di Davis, nella parte nord-occidentale della Terra di Graham, in Antartide. La baia, all'interno di cui si getta il flusso del ghiacciaio Sabine, è delimitata a nord-est da punta Wennersgaard e a sud-ovest da punta Tarakchiev, sulla penisola Whittle.

## Storia
La baia di Jordanoff è stata così battezzata dalla Commissione bulgara per i toponimi antartici in onore di Assen Jordanoff (1896-1967), il pioniere dell'aviazione bulgaro-americano che nel 1915 costruì il primo aereo a motore della Bulgaria e che poi prese parte, una volte emigrato negli Stati Uniti d'America, alla costruzione del Boeing B-17 Flying Fortress e di altri velivoli statunitensi.